# Lucie Yun Un-hye
Lucie Yun Un-hye est une laïque chrétienne coréenne, martyre, née dans le Gyeonggi en Corée, morte décapitée le 14 mai 1801 à Séoul.
Son martyre est reconnu par l'Église catholique, elle est proclamée vénérable puis béatifiée par le pape François le 16 août 2014.
La bienheureuse Lucie Yun Un-hye est fêtée le 14 mai et le 20 septembre.

## Biographie
Lucie Yun Un-hye naît à Hangamgae dans l'actuel district de Yangpyeong, dans la province du Gyeonggi en Corée,. Les sources n'indiquent pas son année de naissance. Elle apprend très tôt le catéchisme, auprès de sa mère Yi. Elle est la sœur cadette d'Agathe Yun Jeom-hye.
Elle se marie, et épouse Barnabé Jeong Gwang-su. Mais ils ne peuvent pas échanger leur certificat de mariage : ses beaux-parents s'y opposent, car chaque fois qu'ils veulent faire participer Lucie Yun aux rites ancestraux, elle refuse en disant que l'Église l'interdit. Elle et son mari décident finalement de déménager, et ils s'installent en 1799 à Byeokdong à Séoul ; elle habite ainsi loin de ses beaux-parents.
À Séoul, Lucie Yun et son mari peuvent s'adonner à la pratique de leur religion. Ils contribuent grandement aux activités de l'Église, et construisent un lieu de rencontre pour les catholiques dans un coin de leur cour. Ils invitent le père Jacques Zhou Wen-mo à venir y célébrer la messe. Parmi les autres catholiques qui s'y réunissent souvent figurent notamment Philippe Hong Pil-ju, Simon Kim Gye-wan, Antoine Hong Ik-man, Colombe Kang Wan-suk et Candide Jeong Bok-hye.
Lucie Yun et son mari Barnabé Jeong enseignent beaucoup le catéchisme. Ils traduisent aussi des livres de spiritualité, et les distribuent aux chrétiens. Ils fabriquent aussi eux-mêmes des objets religieux comme des chapelets et des images de Jésus, de Marie et des saints, qu'ils donnent ou vendent aux fidèles.
Sa sœur aînée Agathe Yun est arrêtée début 1801 pendant la persécution de Shinyu. Elle s'attend à être arrêtée elle aussi avec son mari ; elle engage donc son mari à partir se réfugier ailleurs, et cache ses livres et objets religieux dans la maison d'un autre catholique. Elle reste seule chez elle, où elle est arrêtée en février 1801.
Lucie Yun est emmenée au siège de la police puis au ministère de la Justice. Elle est interrogée pour la forcer à renier sa foi en Dieu, mais elle refuse. Elle ne fait que répéter ce que ses interrogateurs savent déjà et refuse d'abandonner la foi catholique. Les magistrats, voyant qu'elle ne changera pas d'avis, la condamnent à mort. Lucie Yun Un-hye est décapitée le 14 mai 1801 à Séoul, à la Petite porte de l'Ouest,.

## Béatification
Lucie Yun Un-hye est reconnue martyre par décret du Saint-Siège du 7 février 2014 et ainsi proclamée vénérable.
Elle est ensuite béatifiée le 15 août 2014 par le pape François avec 123 autres martyrs de Corée.
La bienheureuse Lucie Yun Un-hye est fêtée localement le 14 mai, jour anniversaire de sa mort, et le 20 septembre, jour de commémoration des martyrs de Corée.